# 호반의 메아리
"호반의 메아리"는 1978년에 개봉한 대한민국의 영화이다.

## 캐스팅
- 하명중
- 고미순
- 한국남
- 정민